# Джаку барлас
Джаку барлас, амир Джаку (узб. Jakubek barlos / amir Joku; первая половина XIV века, Чагатайский улус — 1384, Империя Тимуридов) — сподвижник и один из преданных полководцев Амира Темура. Приняв активное участие в создании фундамента будущей империи Тимуридов, он оставил свой след в исторических событиях 1360—1371 годов. Когда практически все амиры Амира Темура перешли на сторону Хаджи Барласа, лишь Джаку остался верен своему предводителю.

## Происхождение
Джаку происходил из тюркской аристократии барласских амиров. Полное имя Джаку-бек ибн Муборак ибн Туган ибн Кодон ибн Шаръа ибн Карачар нойон. На надгробном камне в мазаре Гумбази Саййидан в Шахрисабзе высечены имена отца амира Джаку, Муборака и деда — Тугана, из чего учёные сделали вывод, что их происхождение ведёт к видному государственному деятелю Карачару нойону, который считался предком пятого колена Джаку и Амира Темура. Если потомок шестого колена Карачара — Ийжал считается предком Амира Темура четвертого поколения, то его потомок седьмого колена Ширга является предком амира Джаку.

## Военная деятельность
Джаку сыграл большую роль в битве под Кешем, в Грязевой битве 1365 году, в подавлении Сербедарского восстания в 1365 году и в наказании джалаиров.
После 1370 года амир Джаку уже не участвует в походах Амира Темура. Он был назначен хакимом города и вилайета Кабул. Но в отдельных источниках отмечается, что в 1405—1406 годы амир Джаку в составе войска Шахруха принимал участие в подавлении восстания в Сабзаваре.

## Семья
У амира Джаку, было четыре сына: Каратемур, Джаханшах, Зирак и Мизраб бахадыр.
Первого сына звали Каратемур, когда-то он поехал в Моголистан где и скончался;
Одним из сыновей был Джаханшах, который носил звание амира с 1366 года. Амир Джаханшах в 1366—1370 годы служил в войсках Амира Темура и Хусайна. Его активная деятельность приходится на 1382—1404 годы; Одним из сыновей Джаханшаха был Султан Ибрахим Бахадыр, который служил в войсках Шахруха, считался видным военачальником и, по сведениям историка Абд ар-Раззака Самарканди, с 1415 года начал оказывать определённое влияние на события как историческая личность. Именно в том году он по приказу Шахруха защищал область Султания от туркменских войск под предводительством Кара Юсуфа. В 1416 году он участвовал во взятии области Кармана, а в 1417 году исполнял свой  воинский долг в таких местах, как Бадахшан, Кандагар, Кабул.
Шараф ад-дин Язди пишет, что у амира Джаку был сын по имени амир Зирак. Абд ар-Раззак Самарканди отмечает, что он служил в войсках амирзаде Абу Бакра и весной 1406 года был убит;
Младший сын, амир Мизраб бахадыр был амир ул-умара — высшим командующим войсками и считался правителем Катланского улуса. В составе войск Амира Темура он принимал участие в походе на Индию в 1400 году. Амир Мизраб находился на службе у Амира Темура до весны 1403 года. Позднее он, как и его отец, амир Джаку, племянники Султан Ибрахим и Яхья, заслужил имя справедливого эмира во владениях Шахруха.
Одна из дочерей Джаку была выдана замуж за Амира Темура.

## Смерть
После смерти Джаку в 1384 году в Кабуле, его сын Джаханшах был назначен наместником в Кабулистане. Эти земли были переданы Джаханшаху и его потомкам как мульковые земли Амиром Темуром.